# Symplocos ciponimoides
Symplocos ciponimoides är en tvåhjärtbladig växtart som beskrevs av August Heinrich Rudolf Grisebach. Symplocos ciponimoides ingår i släktet Symplocos och familjen Symplocaceae. Inga underarter finns listade i Catalogue of Life.